# Condecoraciones de la Familia Real Sueca
Este artículo es un índice de todas las órdenes honoríficas o condecoraciones similares recibidas por la Familia Real de Suecia, clasificadas por continente, país que otorga la orden, y miembro de la familia real condecorado. Así mismo, se detallan también las órdenes propias del Reino de Suecia.

## Condecoraciones suecas
- Carlos XVI Gustavo de Suecia:[1]
  - Gran maestre de la Orden de los Serafines
  - Gran maestre de la Orden de la Espada
  - Gran maestre de la Orden de la Estrella Polar
  - Gran maestre de la Orden de Vasa.
  - Gran maestre de la Orden de Carlos XIII (30/04/1946)
  - Alto protector de la Orden de San Juan de Jerusalén en Suecia
- Silvia de Suecia:
  - Dama de la Orden de los Serafines (19/06/1976).[2]
- Princesa heredera Victoria, Duquesa de Västergötland:
  - Dama de la Orden de los Serafines (14/07/1995).[3]
- Príncipe Daniel, Duque de Västergötland:
  - Caballero de la Orden de los Serafines (19/06/2010)[4]
  - Caballero comandante de la Orden de la Estrella Polar (2013).[5]
- Princesa Estela, Duquesa de Östergötland:
  - Dama de la Orden de los Serafines (22/05/2012)[6]
- Príncipe Óscar, Duque de Escania:
  - Caballero de la Orden de los Serafines (27/05/2016)[7]
  - Caballero de la Orden de Carlos XIII (2/03/2016)[8]
- Príncipe Carlos Felipe, Duque de Värmland:
  - Caballero de la Orden de los Serafines (13/05/1997)[3]
  - Caballero de la Orden de Carlos XIII (13/05/1979)[8]
  - Caballero comandante de la Orden de la Estrella Polar (2013)[5]
- Princesa Sofía, Duquesa de Värmland:
  - Dama de la Orden de los Serafines (13/06/2015)[2]
- Príncipe Alejandro, Duque de Södermanland:
  - Caballero de la Orden de los Serafines (9/09/2016)[9]
  - Caballero de la Orden de Carlos XIII (19/04/2016)[8]
- Príncipe Gabriel, Duque de Dalarna:
  - Caballero de la Orden de los Serafines (1/12/2017)[10]
  - Caballero de la Orden de Carlos XIII (31/08/2017)[8]
- Príncipe Julián, Duque de Halland:
  - Caballero de la Orden de los Serafines (28/03/2021)
  - Caballero de la Orden de Carlos XIII (14/08/2021)
- Princesa Inés, Duquesa de Västerbotten:
  - Dama de la Orden de los Serafines (13/06/2025)
- Princesa Magdalena, Duquesa de Hälsingland y Gästrikland:
  - Dama de la Orden de los Serafines (10/06/2000)[3]
- Sr. Christopher O'Neill:
  - Caballero comendador de la Orden de la Estrella Polar (6/06/2013)[11]
- Princesa Leonor, Duquesa de Gotland:
  - Dama de la Orden de los Serafines (8/06/2014)[12]
- Príncipe Nicolás, Duque de Ângermanland:
  - Caballero de la Orden de los Serafines (11/11/2015)[13]
  - Caballero de la Orden de Carlos XIII (15/06/2015)[8]
- Princesa Adriana, Duquesa de Blekinge:
  - Dama de la Orden de los Serafines (8/06/2016)[14]
- Princesa Margarita, Sra. Ambler:
  - Miembro de la Orden de los Serafines
- Princesa Désirée, Baronesa Silverschiöld:
  - Miembro de la Orden de los Serafines (22/03/1952)
- Princesa Cristina, Sra. Magnuson:
  - Miembro de la Orden de los Serafines (22/03/1952)
  - Medalla del Príncipe Carlos

## Condecoraciones europeas

### Alemania
- Carlos XVI Gustavo de Suecia:
  - Gran Cruz de la Orden del Mérito de la República Federal de Alemania[15]
  - Caballero de la Gran Cruz de la Orden de la Casa Ernestina de Sajonia (Otorgada por la Casa de Sajonia-Coburgo y Gotha)
- Silvia de Suecia:
  - Gran Cruz de la Orden del Mérito de la República Federal de Alemania[15]
- Princesa heredera Victoria, Duquesa de Västergötland:
  - Gran Cruz de la Orden del Mérito de la República Federal de Alemania (20/05/2003)[15]
- Príncipe Daniel, Duque de Västergötland:
  - Gran Cruz de la Orden del Mérito de la República Federal de Alemania (07/09/2021)[16]
- Príncipe Carlos Felipe, Duque de Värmland:
  - Gran Cruz de la Orden del Mérito de la República Federal de Alemania (20/05/2003)[15]
- Princesa Magdalena, Duquesa de Hälsingland y Gästrikland:
  - Gran Cruz de la Orden del Mérito de la República Federal de Alemania (20/05/2003)[15]
- Princesa Cristina, Sra. Magnuson:
  - Gran Cruz de la Orden del Mérito de la República Federal de Alemania[15]

### Austria
- Carlos XVI Gustavo de Suecia:
  - Gran Estrella de la Orden al Mérito de la República de Austria[17]
- Silvia de Suecia:
  - Gran Estrella de la Orden al Mérito de la República de Austria[17]
- Princesa heredera Victoria, Duquesa de Västergötland:
  - Gran condecoración de Honor en Oro con banda de la Orden al Mérito de la República de Austria (23/04/2012)[17]

### Bélgica
- Carlos XVI Gustavo de Suecia:
  - Gran cordón de la Orden de Leopoldo (1977)
- Silvia de Suecia:
  - Gran cordón de la Orden de Leopoldo (1977)
- Princesa heredera Victoria, Duquesa de Västergötland:
  - Gran cordón de la Orden de Leopoldo (2001)

### Bulgaria
- Carlos XVI Gustavo de Suecia:
  - Gran cruz de la Orden de los Montes Balcanes[18]
- Silvia de Suecia:
  - Gran cruz de la Orden de los Montes Balcanes[18]
- Princesa heredera Victoria, Duquesa de Västergötland:
  - Gran cruz de la Orden de los Montes Balcanes (9/10/2007)[19]

### Ciudad del Vaticano
- Carlos XVI Gustavo de Suecia:
  - Caballero de la Gran Cruz con Collar de la Orden de Pío IX

### Dinamarca
- Carlos XVI Gustavo de Suecia:
  - Caballero con Collar de la Orden del Elefante (12/01/1965)[20]
  - Gran comandante de la Orden de Dannebrog (10/04/1975)[20]
- Silvia de Suecia:
  - Dama con Collar de la Orden del Elefante (3/09/1985)
- Princesa heredera Victoria, Duquesa de Västergötland:
  - Dama de la Orden del Elefante (14/07/1995)[21]
- Príncipe Daniel, Duque de Västergötland:
  - Caballero de la Orden del Elefante (6/05/2024)[22]
- Princesa Cristina, Sra. Magnuson:
  - Dama de la Orden del Elefante (17/01/1973)[23]

### Eslovaquia
- Carlos XVI Gustavo de Suecia:
  - Gran Cruz de la Orden de la Doble Cruz Blanca (2002)[24]

### Eslovenia
- Carlos XVI Gustavo de Suecia:
  - Miembro de la Orden al Mérito Excepcional (2004)
- Silvia de Suecia:
  - Miembro de la Orden al Mérito Excepcional (2004)

### España
- Carlos XVI Gustavo de Suecia:
  - Caballero de la Orden del Toisón de Oro (22/03/1983)[25]
  - Collar de la Orden de Carlos III (15/10/1979)[26]
- Silvia de Suecia:
  - Gran Cruz de la Orden de Isabel la Católica (15/10/1979)[26]
  - Gran Cruz de la Orden de Carlos III (16/11/2021)[27]
- Princesa heredera Victoria, Duquesa de Västergötland:
  - Gran Cruz de la Orden de Isabel la Católica (16/11/2021)[28]
- Príncipe Daniel, Duque de Västergötland
  - Gran Cruz de la Orden del Mérito Civil (16/11/2021)[29]
- Príncipe Carlos Felipe, Duque de Värmland
  - Gran Cruz de la Orden del Mérito Civil (16/11/2021)
- Princesa Sofía, Duquesa de Värmland[30]
  - Gran Cruz de la Orden del Mérito Civil (16/11/2021)[31]

### Estonia
- Carlos XVI Gustavo de Suecia:
  - Collar de la Orden de la Cruz de Terra Mariana (11/09/1995)[32]
  - Caballero Primera Clase de la Orden de la Estrella Blanca (18/01/2011)[33]
- Silvia de Suecia:
  - Dama de Primera Clase de la Orden de la Cruz de Terra Mariana (11/01/1995)[34]
  - Dama de Primera Clase de la Orden de la Estrella Blanca (18/01/2011)[35]
- Princesa heredera Victoria, Duquesa de Västergötland:
  - Dama de Primera Clase de la Orden de la Cruz de Terra Mariana (11/09/1995)[36]
  - Dama de Primera Clase de la Orden de la Estrella Blanca (18/01/2011)[37]
- Príncipe Daniel, Duque de Västergötland:
  - Caballero de Primera Clase de la Orden de la Cruz de Terra Mariana (18/01/2011)[38]
- Príncipe Carlos Felipe, Duque de Värmland:
  - Caballero de Primera Clase de la Orden de la Cruz de Terra Mariana (18/01/2011)[39]

### Finlandia
- Carlos XVI Gustavo de Suecia:
  - Gran Cruz con Collar de la Orden de la Rosa Blanca
- Silvia de Suecia:
  - Gran Cruz con Collar de la Orden de la Rosa Blanca
- Princesa heredera Victoria, Duquesa de Västergötland:
  - Gran Cruz de la Orden de la Rosa Blanca (30/08/1996)
- Príncipe Daniel, Duque de Västergötland:
  - Gran Cruz de la Orden de la Rosa Blanca (17/04/2012)
- Príncipe Carlos Felipe, Duque de Värmland:
  - Gran Cruz de la Orden de la Rosa Blanca (17/04/2012)
- Princesa Sofía, Duquesa de Värmland:
  - Gran Cruz de la Orden de la Rosa Blanca (17/05/2022)
- Princesa Cristina, Sra. Magnusson:
  - Gran Cruz de la Orden de la Rosa Blanca (23/04/2024)

### Francia
- Carlos XVI Gustavo de Suecia:
  - Gran cruz de la Legión de Honor
- Silvia de Suecia:
  - Gran Cruz de la Legión de Honor
  - Gran Cruz de la Orden al Mérito Nacional del Meritot
- Princesa heredera Victoria, Duquesa de Västergötland:
  - Gran Cruz de la Orden al Mérito Nacional (31/04/2000)[40]
  - Gran Oficial de la Legión de Honor (30/01/2024)
- Príncipe Daniel, Duque de Västergötland:
  - Gran Oficial de la Legión de Honor (30/01/2024)
- Príncipe Carlos Felipe, Duque de Värmland:
  - Gran Oficial de la Legión de Honor (30/01/2024)
- Princesa Sofía, Duquesa de Värmland:
  - Gran Oficial de la Legión de Honor (30/01/2024)
- Princesa Cristina, Sra. Magnuson:
  - Comandante de la Legión de Honor (15/07/2004)

### Grecia
- Carlos XVI Gustavo de Suecia:
  - Gran Cruz de la Orden del Salvador (21/05/2008)[41]
- Silvia de Suecia:
  - Gran Cruz de la Orden del Salvador (21/05/2008)[41]
- Princesa heredera Victoria, Duquesa de Västergötland:
  - Gran Cruz de la Orden del Salvador (21/05/2008)[41]
- Príncipe Carlos Felipe, Duque de Värmland:
  - Gran Cruz de la Orden del Salvador (21/05/2008)[41]

### Hungría
- Carlos XVI Gustavo de Suecia:
  - Gran Cruz con Collar de la Orden al Mérito de la República de Hungría

### Italia
- Carlos XVI Gustavo de Suecia:
  - Caballero Gran Cruz con Collar de la Orden al Mérito de la República Italiana (8/04/1991)[42]
- Silvia de Suecia:
  - Dama de la Gran cruz de la Orden al Mérito de la República Italiana (8/04/1991)[43]
- Victoria de Suecia:
  - Dama de la Gran cruz de la Orden al Mérito de la República Italiana (13/11/2018)[44]
- Daniel de Suecia:
  - Caballero de la Gran cruz de la Orden al Mérito de la República Italiana (13/11/2018)[44]
- Carlos Felipe de Suecia:
  - Caballero de la Gran cruz de la Orden al Mérito de la República Italiana (13/11/2018)[44]
- Sofía Cristina de Suecia:
  - Dama de la Gran cruz de la Orden al Mérito de la República Italiana (13/11/2018)[44]
- Princesa Cristina, Sra. Magnuson:
  - Dama de la Gran cruz de la Orden al Mérito de la República Italiana (5/05/1998)[45]

### Islandia
- Carlos XVI Gustavo de Suecia:
  - Gran Cruz con Collar de la Orden del Halcón (10/06/1975)
- Silvia de Suecia:
  - Dama Gran Cruz de la Orden del Halcón (10/06/1975)
- Princesa heredera Victoria, Duquesa de Västergötland:
  - Dama Gran Cruz de la Orden del Halcón (7/09/2004)
- Príncipe Daniel, Duque de Västergötland:
  - Caballero Gran Cruz de la  Orden del Halcón (17/01/2018)[46]
- Príncipe Carlos Felipe, Duque de Värmland:
  - Caballero Gran Cruz de la  Orden del Halcón (17/01/2018)[46]
- Princesa Sofía Cristina, Duquesa de Värmland:
  - Dama Gran Cruz de la Orden del Halcón (17/01/2018)[46]
- Princesa Magdalena, Duquesa de Hälsingland y Gästrikland
  - Dama Gran Cruz de la Orden del Halcón (06/05/2025)
- Christopher O'Neill:
  - Cruz de Gran Caballero de la Orden del Halcón (06/05/2025)
- Princesa Cristina, Sra. Magnuson:
  - Dama Gran Cruz de la Orden del Halcón (24/12/1998)

### Letonia
- Carlos XVI Gustavo de Suecia:
  - Comandante de la Gran Cruz con Cadena de la Orden de las Tres Estrellas (1995)
- Silvia de Suecia:
  - Comandante de la Gran Cruz de la Orden de las Tres Estrellas (1995)
- Princesa heredera Victoria, Duquesa de Västergötland:
  - Gran Oficial de la Gran Cruz de la Orden de las Tres Estrellas (31/03/2005)
- Príncipe Carlos Felipe, Duque de Värmland:
  - Gran Oficial de la Gran Cruz de la Orden de las Tres Estrellas (31/03/2005)
- Princesa Magdalena, Duquesa de Hälsingland y Gästrikland:
  - Gran Oficial de la Gran Cruz de la Orden de las Tres Estrellas (31/03/2005)

### Lituania
- Carlos XVI Gustavo de Suecia:
  - Caballero de la Gran cruz con Collar de la Orden de Vitautas el Grande (21/11/1995)[47]
- Silvia de Suecia:
  - Dama de la Gran cruz de la Orden de Vitautas el Grande (21/11/1995)
  - Gran Cruz de la Orden al Mérito (8/10/2015)[47]
- Princesa heredera Victoria, Duquesa de Västergötland:
  - Dama gran cruz de la Orden del Gran Duque Gediminas (21/11/1995)

### Luxemburgo
- Carlos XVI Gustavo de Suecia:
  - Caballero de la Orden del León de Oro de la Casa de Nassau[48]
- Silvia de Suecia:
  - Dama de la Orden del León de Oro de la Casa de Nassau[48]
- Princesa heredera Victoria, Duquesa de Västergötland:
  - Gran Cruz de la Orden de Adolfo de Nassau (15/04/2008)[48]
- Príncipe Carlos Felipe, Duque de Värmland:
  - Gran Cruz de la Orden de Adolfo de Nassau (15/04/2008)[48]
- Princesa Magdalena, Duquesa de Hälsingland y Gästrikland:
  - Gran Cruz de la Orden de Adolfo de Nassau (15/04/2008)[48]

### Noruega
- Carlos XVI Gustavo de Suecia:
  - Caballero Gran Cruz con Collar de la Orden de San Olaf (1974)
- Silvia de Suecia:
  - Gran Cruz de la Orden de San Olaf (1982)
- Princesa heredera Victoria, Duquesa de Västergötland:
  - Gran Cruz de la Orden de San Olaf (1995)[49]
- Príncipe Daniel, Duque de Västergötland:
  - Gran Cruz de la Orden de San Olaf[50]
- Príncipe Carlos Felipe, Duque de Värmland:
  - Gran Cruz de la Orden de San Olaf (1/09/2005)[51]
- Princesa Magdalena, Duquesa de Hälsingland y Gästrikland:
  - Gran Cruz de la Orden de San Olaf (1/09/2005)[52]
- Princesa Cristina, Sra. Magnuson:
  - Gran Cruz de la Orden de San Olaf (1992)
- Princesa Désirée, Baronesa Silverschiöld:
  - Gran Cruz de la Orden de San Olaf (1992)

### Países Bajos
- Carlos XVI Gustavo de Suecia:
  - Caballero Gran Cruz de la Orden del León Neerlandés
  - Caballero Gran Cruz de la Orden de la Casa de Orange
  - Caballero Comandante de la Orden del Arca de Oro, en 1ª clase
- Silvia de Suecia:
  - Dama de la Gran Cruz de la Orden del León Neerlandés
- Princesa heredera Victoria, Duquesa de Västergötland:
  - Dama Gran Cruz de la Orden del León Neerlandés (11/10/2022)
- Príncipe Daniel, Duque de Västergötland:
  - Caballero Gran Cruz de la Orden de la Corona (11/10/2022)
- Príncipe Carlos Felipe, Duque de Värmland:
  - Caballero Gran Cruz de la Orden de la Corona (11/10/2022)
- Princesa Sofía, Duquesa de Värmland:
  - Dama Gran Cruz de la Orden de la Corona (11/10/2022)
- Princesa Cristina, Sra. Magnuson:
  - Dama Gran Cruz de la Orden de la Corona (11/10/2022)

### Polonia
- Carlos XVI Gustavo de Suecia:
  - Gran Cruz de la Orden del Águila Blanca
- Silvia de Suecia:
  - Gran Cruz de la Orden del Águila Blanca

### Portugal
- Carlos XVI Gustavo de Suecia:
  - Gran Cruz con Collar de la Orden del Infante Don Enrique (13/01/1987)
  - Gran Cruz con Collar de la Orden de Santiago de la Espada (2/05/2008)
- Silvia de Suecia:
  - Gran Cruz de la Orden de Cristo (13/01/1987)
  - Gran Cruz de la Orden del Infante Don Enrique (2/05/2008)
- Princesa Cristina, Sra. Magnuson:
  - Gran Cruz de la Orden de Cristo (15/05/1991)

### Principado de Mónaco
- Princesa heredera Victoria, Duquesa de Västergötland:
  - Oficial de la Orden de Grimaldi (19/11/2005)[53][54]

### Reino Unido
- Carlos XVI Gustavo de Suecia:
  - Caballero de la Orden de la Jarretera (1983)
  - Caballero Gran Cruz de Honor de la Real Orden Victoriana
  - Beneficiario de la Real Cadena Victoriana (1975)

### Rumania
- Carlos XVI Gustavo de Suecia:
  - Caballero Gran Cruz de la Orden de la Estrella de Rumania (2003)[55]
- Silvia de Suecia:
  - Gran Cruz de la Orden de la Estrella de Rumania (11/03/2008)[55]
- Princesa heredera Victoria, Duquesa de Västergötland:
  - Gran Cruz de la Orden de la Estrella de Rumania (11/03/2008)[55]
- Príncipe Carlos Felipe, Duque de Värmland:
  - Gran Cruz de la Orden del Fiel Servicio (11/03/2008)[55]
- Princesa Magdalena, Duquesa de Hälsingland y Gästrikland:
  - Gran Cruz de la Orden del Fiel Servicio (11/03/2008)[55]

### Turquía
- Carlos XVI Gustavo de Suecia:
  - Miembro de la Orden del Estado de la República de Turquía, Primera clase (2013)

### Ucrania
- Carlos XVI Gustavo de Suecia:
  - Miembro de la Orden de la Libertad (2008)
  - Caballero Gran Cruz de la Orden del Príncipe Yaroslav el Sabio (19/03/1999)[56]
  - Gran Oficial de la Orden al Mérito, Primera clase
- Silvia de Suecia:
  - Miembro de Primera Clase de la Orden del Príncipe Yaroslav el Sabio

## Condecoraciones americanas

### Argentina
- Carlos XVI Gustavo de Suecia:
  - Gran Cruz con Collar de la Orden del Libertador San Martín (1998)[57]
- Silvia de Suecia:
  - Gran Cruz de la Orden del Libertador San Martín (1998)

### Brasil
- Carlos XVI Gustavo de Suecia:
  - Gran Collar de la Orden de la Cruz del Sur[58]
- Silvia de Suecia:
  - Gran Cruz de la Orden de la Cruz del Sur (26/05/1998)[58]
- Princesa heredera Victoria, Duquesa de Västergötland:
  - Gran Cruz de la Orden de la Cruz del Sur (5/09/2007)[59]
- Príncipe Carlos Felipe, Duque de Värmland:
  - Gran Cruz de la Orden de Río Branco (5/09/2007)[59]
- Princesa Magdalena, Duquesa de Hälsingland y Gästrikland:
  - Gran Cruz de la Orden de Río Branco (5/09/2007)[59]

### Chile
- Carlos XVI Gustavo de Suecia:
  - Caballero Gran Cruz con Collar de la Orden al Mérito de Chile (10/05/2016)[60]
- Silvia de Suecia:
  - Dama Gran Cruz de la Orden de Bernardo O'Higgins (10/05/2016)[60][61]
- Príncipe Daniel, Duque de Västergötland:
  - Caballero Gran Cruz de la Orden de Bernardo O'Higgins (10/05/2016)[60][61]
- Príncipe Carlos Felipe, Duque de Värmland:
  - Caballero Gran Cruz de la Orden al Mérito de Chile (10/05/2016)[60][61]

### Estados Unidos
- Silvia de Suecia:
  - Medalla de Honor de Ellis Island (10/05/2025).[62]

### México
- Carlos XVI Gustavo de Suecia:
  - Collar de la Orden del Águila Azteca (2004)
- Silvia de Suecia:
  - Dama Gran Cruz de la Orden del Águila Azteca (2004)

## Condecoraciones africanas

### Egipto
- Carlos XVI Gustavo de Suecia:
  - Gran Cruz con Collar de la Orden del Nilo

### Sudáfrica
- Carlos XVI Gustavo de Suecia:
  - Caballero Gran Cruz de la Orden de Buena Esperanza (1997)[63]

### Túnez
- Carlos XVI Gustavo de Suecia:
  - Gran Cruz de la Orden de la República (4/11/2015)[64]
- Silvia de Suecia:
  - Gran Cruz de la Orden de la República (4/11/2015)[64]
- Princesa heredera Victoria, Duquesa de Västergötland:
  - Dama gran cordón de la Orden de la República (4/11/2015)[64]
- Príncipe Daniel, Duque de Västergötland:
  - Gran Oficial de la Orden de la República (4/11/2015)[64]
- Príncipe Carlos Felipe, Duque de Värmland:
  - Gran Oficial de la Orden de la República (4/11/2015)[64]

## Condecoraciones asiáticas

### Arabia Saudí
- Carlos XVI Gustavo de Suecia:
  - Gran Cruz con collar de la Orden de Abdulaziz al Saud (1999)

### Brunéi
- Carlos XVI Gustavo de Suecia:
  - Caballero de la Gran Cruz de la Orden de la Corona de la Familia Real de Brunéi (8/02/2004)[65]
- Silvia de Suecia:
  - Miembro de Primera Clase de la Orden de la Familia Real de Brunéi (1/02/2004)[65]

### Corea del Sur
- Carlos XVI Gustavo de Suecia:
  - Gran Cruz con Collar de la Gran Orden de Mugunghwa (30/05/2012)
- Silvia de Suecia:
  - Dama gran cruz de la Orden del Servicio Diplomático (30/05/2012).
- Princesa heredera Victoria, Duquesa de Västergötland:
  - Dama gran cruz de la Orden del Servicio Diplomático (14/06/2019).[66]
- Príncipe Daniel, Duque de Västergötland:
  - Caballero gran cruz de la Orden del Servicio Diplomático (14/06/2019).[66]

### Irán
- Carlos XVI Gustavo de Suecia:
  - Collar de la Orden de Pahlaví

### Japón
- Carlos XVI Gustavo de Suecia:
  - Collar de la Suprema Orden del Crisantemo[67]
- Silvia de Suecia:
  - Gran Cordón de la Orden de la Preciosa Corona[68]
- Princesa heredera Victoria, Duquesa de Västergötland:
  - Gran Cordón de la Orden del Crisantemo (23/05/2007)
- Princesa Cristina, Sra. Magnuson:
  - Gran Cordón de la Orden de la Preciosa Corona (2000)
- Princesa Désirée, Baronesa Silverschiöld:
  - Gran Cordón de la Orden de la Preciosa Corona (2000)

### Jordania
- Carlos XVI Gustavo de Suecia:
  - Gran Cordón con Collar de la Orden de Al-Hussein bin Ali (1989)
- Silvia de Suecia:
  - Gran Cordón de la Suprema Orden del Renacimiento (1989)
- Princesa heredera Victoria, Duquesa de Västergötland:
  - Gran Cordón de la Suprema Orden del Renacimiento (07/10/2003)[69]
- Príncipe Carlos Felipe, Duque de Värmland:
  - Gran Cordón de la Orden de la Estrella de Jordania (07/10/2003)
- Princesa Magdalena, Duquesa de Hälsingland y Gästrikland:
  - Gran Cordón de la Orden de la Estrella de Jordania (07/10/2003)

### Malasia
- Carlos XVI Gustavo de Suecia:
  - Caballero de la Suprema Orden de la Corona Nacional (15/09/2005)
- Silvia de Suecia:
  - Benefactora Honoraria de la Suprema Orden de la Corona Nacional (15/09/2005)
- Princesa heredera Victoria, Duquesa de Västergötland:
  - Gran Comandante de la Orden del Defensor del Reino (15/09/2005)
- Príncipe Carlos Felipe, Duque de Värmland:
  - Comandante de la Orden de la Lealtad a la Corona de Malasia (15/09/2005)
- Princesa Magdalena, Duquesa de Hälsingland y Gästrikland:
  - Comandante de la Orden de la Lealtad a la Corona de Malasia (15/09/2005)

### Tailandia
- Carlos XVI Gustavo de Suecia:
  - Caballero de la Orden de Rajamitrabhorn (23/02/2003)
  - Caballero de la Orden de Ramkeerati
- Silvia de Suecia:
  - Dama de la Gran Cruz de la Orden de Chula Chom Klao